# Katrin Vink
Katrin Skagerberg Vink, född 27 september 1971 är en svensk beachvolley- och volleybollspelare samt volleybolltränare. Hon är med 83 landskamper en av de spelare som har spelat flest landskamper i volleyboll på damsidan i Sverige På klubbnivå spelade hon för Uppsala VBS, Vallentuna VBK och Sollentuna VK. Hon var även tränare för Vallentuna VBK.
Hon blev svensk mästare i beachvolley 1996 och 1997 och vann Swedish Beach Tour-finalen fem gånger (1993, 1995, 1997, 1999 och 2000)